# Азовсталь (стадіон)
Стадіон «Азовсталь» — футбольний стадіон у Маріуполі. Вміщує 7000 глядачів.
Стадіон було відкрито в 1954 році. Реконструйовано в 2006.